# Aizpute
Aizpute là một thị trấn ở Latvia với quyền thị trấn từ năm 1378.

## Lịch sử
Lãnh thổ của Aizpute hiện đại đã có dân Curon cổ cư trú từ thế kỷ 9. Nhà thờ St. John Lutheran được xây dựng trên đồi Curonian. Vào thế kỷ 13 trong cuộc thập tự chinh của người Livonia, lãnh thổ của Aizpute đã bị quân đội Đức đánh chiếm. Năm 1248, các ông chủ của Hội Livrich Dietrich von Grüningen ra lệnh xây dựng một lâu đài bằng đá ở Aizpute. Lâu đài và toàn bộ khu định cư đã trở thành Hasenpoth. Sau khi sự phân chia của Courland năm 1253, Aizpute trở thành một phần của Giám mục Courland. Năm 1260 nhà thờ Aizpute được xây dựng. Đức Giám mục của Courland Otto đã cấp quyền cho Magdeburg cho Aizpute vào năm 1378.
Trong nửa sau của thế kỷ 16, Aizpute trải qua sự phát triển nhanh chóng bởi vì sông Tebra được sử dụng làm tuyến đường thương mại chính cho các thương gia của Aizpute, những người vận chuyển hàng hóa của họ xuống biển. Sau cuộc chiến tranh Ba Lan-Thu Swedish Điển tất cả các cơ sở hạ tầng thương mại và vận tải đã bị phá hủy và Aizpute bắt đầu kinh nghiệm suy giảm. Trong thời kỳ 1611-1795, nó thuộc quyền sở hữu của Khối thịnh vượng Ba Lan-Lithuania với tư cách là thủ đô của Piliatski bán tự trị (quận Piltene).
Năm 1795 Aizpute và toàn bộ Courland được hợp nhất vào Đế chế Nga và trở thành một phần của tỉnh Courland. Trong cuộc cách mạng Nga năm 1905, Aizpute là một trong những nơi mà các nhà cách mạng địa phương tỏ ra chống lại các đơn vị trừng phạt của Cossack. Nó đã dẫn đến cái gọi là Chiến tranh Aizpute.
Trong thời kỳ của Cộng hòa Latvia, Aizpute trở thành trung tâm của một huyện, nhưng trong thời kỳ Liên Xô nó đã được kết hợp vào huyện Liepāja. Năm 2009 Aizpute trở thành trung tâm của đô thị Aizpute.
Tên hiện tại của nó là Lettisation của người Đức và được chính thức sử dụng từ năm 1917.